# Toni Braxton
Toni Michelle Braxton (Severn, Maryland; 7 de octubre de 1967) es una cantante, escritora, pianista, actriz y filántropa estadounidense. 
Conocida por ser una de las mayores exponentes del género R&B, Braxton ha sido galardonada con diversos premios del entretenimiento, entre ellos siete American Music Awards, cinco Billboard Music Awards y siete premios Grammy. Ha vendido más de 70 millones de discos en todo el mundo y es una de las artistas femeninas más vendidas de la historia.[cita requerida] En 2011, Braxton fue incluida en el Salón de la Fama de la Música de Georgia y en 2017 recibió el premio leyenda en los Soul Train Music Awards, convirtiéndose en la primera mujer en recibir dicho premio.[cita requerida]
A fines de la década de 1980, Braxton comenzó a actuar con sus hermanas en un grupo musical conocido como The Braxtons que firmó contrato con Arista Records. Comenzó su carrera solista en 1993, publicando su álbum homónimo que alcanzó el número uno en la lista Billboard 200. El éxito continuó con su segundo álbum Secrets y la canción Un-Break My Heart, balada que se convirtió en todo un éxito mundial y logró posicionar a Toni Braxton como una estrella internacional. En total se estima que el álbum Secrets alcanzó los veinte millones de copias vendidas en todo el mundo.
Después de enfrentar una bancarrota y problemas legales con su sello discográfico, Braxton publicó un nuevo álbum The Heat, en 2000, repitiendo el éxito de sus antecesores. Años después publicó dos nuevos álbumes de estudio More Than a Woman (2002), publicado bajo el sello Arista Records, Libra (2005), y Pulse (2010) bajo el sello Blackground Records, aunque ambos tuvieron poca repercusión en la escena musical. Otros cambios de discográfica vieron el lanzamiento de Sex & Cigarettes (2018) bajo Def Jam/Universal y Spell My Name (2020), bajo el sello Island.

## Biografía

### Primeros años
Toni Michelle Braxton nació en Severn, Maryland, Estados Unidos, el 7 de octubre de 1967. Es hija de un ministro de culto, por lo tanto creció en un ambiente de la más estricta fe protestante, donde tenía prohibido cualquier contacto con la cultura popular. Animada por su madre, ella y sus hermanas pasaron a formar parte del coro de la iglesia. En su casa, el góspel era el único género musical permitido, pero ellas eran aficionadas a ver Soul Train cuando sus padres salían. Años más tarde, sus padres se convirtieron a otra doctrina, por lo que su visión hacia la música secular se empezó a abrir. Por la potencia y tono grave de su voz, Toni acostumbraba a usar como modelos a cantantes masculinos de la talla de Luther Vandross, Stevie Wonder o Michael McDonalds, así como a Chaka Khan. Empezó a contar con cierto éxito gracias a la música que hacía espontáneamente con sus hermanas. Al terminar los estudios se preparó para ser profesora de música, pero en poco tiempo dejaría la universidad tras ser descubierta por el productor y compositor Bill Pettaway cuando estaba cantando en una gasolinera. Con la ayuda de Pettaway, Toni y sus hermanas firmaron con Arista en 1990, formando el grupo The Braxtons.

### Etapa en The Braxtons
The Braxtons lanzaron en 1990 el sencillo The Good Life, que no fue un éxito pero sirvió para que se fijara en ellas el grupo de compositores más candente en ese momento, L.A. Reid y Babyface, que acababan de formar una etiqueta propia asociada a Arista: LaFace Records. Toni Braxton se convirtió en la primera artista femenina en firmar por la nueva discográfica en 1991 y al año siguiente la lanzaron al público en la banda sonora de la película Boomerang. No solo su debut Love Shoulda Brought You Home fue un hit en las listas de Pop y R&B, sino también el tema Give U My Heart, junto a Babyface. Los dos sencillos obtuvieron tal fama que, cuando llegó su primer álbum en 1993, la gente lo estaba esperando con ganas.

### Carrera en solitario
Toni Braxton debutó en solitario con el álbum homónimo en el año 1993. El álbum cuenta con temas dentro del Top 10 como Another Sad Love Song, Breathe Again, You Mean the World to Me o el doble éxito de I Belong to You/How Many Ways. Con cerca de diez millones de copias vendidas, su álbum debut homónimo gozó de gloria incluso hasta el año 1995. En 1994 ganó el Grammy a la artista revelación y el de mejor interpretación vocal de R&B por Another Sad Love Song; un año más tarde ganaría este mismo galardón por el tema Breathe Again.
Cuando sus admiradores ya esperaban su segundo álbum, contribuyó en la banda sonora de la película de Whitney Houston Waiting to Exhale con el tema Let It Flow. De nuevo volvió a trabajar con L.A. Reid y Babyface. En el verano de 1996, lanzaba su segundo álbum, Secrets, y como era previsible fue un gran éxito. El primer sencillo, You're Makin' Me High, hacía que Toni desplegara todo su potencial sexual, convirtiendo el tema en su mayor éxito hasta el momento, pero rápidamente sería eclipsado por la balada de Diane Warren Un-break My Heart. Fue tal el éxito que estuvo en lo más alto de las listas hasta once semanas consecutivas. Los siguientes sencillos fueron buenos (I Don't Want To y How Could an Angel Break My Heart). pero no llegaron a las cotas del anterior. Secrets se convirtió en el segundo álbum con el que Braxton vendía más de ocho millones de copias en todo el mundo. En 1997, ganó el Grammy a la mejor interpretación femenina de pop vocal por Un-break My Heart y el de la mejor interpretación femenina de R&B gracias a You're Makin' Me High.
A finales de 1996, Toni Braxton entró en procesos legales con su discográfica, algo bastante sorprendente si tenemos en cuenta las ventas de su álbum y el buen trato que se le daba; por lo que gastó todo el año 1998 en un limbo judicial. Pero aprovechó este año para hacer un papel protagonista en un musical de Broadway, la gran producción de Disney Beauty and the Beast, en el papel que anteriormente interpretaba Deborah Gibson. Finalmente, Toni Braxton y LaFace consiguieron arreglar sus problemas legales a principios de 1999, y muy pronto empezó el trabajo para un tercer álbum. The Heat salió a la venta en la primavera de 2000, alcanzando directamente el puesto número dos de las listas de ventas. El segundo sencillo del álbum He Wasn't Man Enough se mantuvo durante bastantes semanas en la lista de los diez primeros, al igual que Spanish Guitar y el dúo con Dr Dre Just Be a Man About It. Este álbum se quedó solamente en los dos millones de copias vendidas, algo bastante peor que los anteriores, pero que también la valió para ganar un Grammy a la mejor interpretación femenina de R&B por He Wasn't Man Enough.
En 2001, Toni hizo su debut en la gran pantalla con la película Kingdom Come, y se casó con Keri Lewis, teclista del conjunto de new jack swing Mint Condition, y al final del año era madre por primera vez. Al mismo tiempo que todo esto la ocurría editó su primer álbum de Navidad, Snowflakes, con los sencillos Christmas in Jamaica y Holiday Celebrate. A principios de 2002, reapareció en la película de VH1 Play'd y empezó a trabajar en un nuevo disco. Para finales de año. el álbum titulado More than a Woman, estaba listo. Consiguió unas ventas estables, pero que no se asomaban ni de lejos a las de su época gloriosa. Destacaron los sencillos Let Me Show You the Way y Tell Me, pero en especial Hit the Freeway, que se convirtió en una de las canciones más sonadas del año.
En 2006, Toni Braxton abandonó Arista, que junto a su filial LaFace habían sido sus únicos cobijos musicales durante su carrera. Sus dos últimos álbumes habían sido directamente con Arista, ya que sus relaciones con LaFace no eran muy buenas, pero tras More than a Woman hubo un acuerdo de ambas partes para rescindir el contrato. La nueva discográfica por la que ha fichado Toni Braxton es Blackground, un sello relacionado y distribuido por Universal.
En este álbum Toni ha comentado que su fuerza musical y su gran amor es el R&B, pero que desde que el hip hop ha empezado a tocar fuerte le ha gustado añadir cosas de él en sus álbumes, e ir introduciendo poco a poco a la gente a diferentes estilos. Por lo tanto en este álbum Toni ha querido volver a su R&B más puro y dejar un poco de lado el hip hop. El nombre del álbum, Libra, viene dado por su horóscopo (nació el 7 de octubre), además de porque representa ese equilibrio tanto en lo musical como lo personal, y que cree haber conseguido con el álbum. Es una especie de regreso al pasado para hacer un álbum con unas características básicas parecidas a su debut en 1993, pero con un aspecto propio de 2005. Una de las diferencias más notables es que el disco puede ser muy similar, pero Toni Braxton ya no es aquella debutante que sentía nervios al salir al escenario. Ahora es una artista consagrada con más de diez años de carrera a sus espaldas. En este disco podemos volver a sentir sus influencias más claras, como Stevie Wonder, Chaka Khan, Anita Baker, o su casi contemporánea Whitney Houston. Para este disco Toni se ha rodeado de algunos de los mejores productores de R&B del momento: Scott Storch (productor de Beyonce y Lil Kim entre otros), Antonio Dixon (componente de The Underdogs) o Rich Harrison (productor del reciente éxito de Amerie 1 Thing). En la versión europea el álbum contiene tres canciones extra: Suddenly, I Hate You y Long Way Home.
En 2006 interpreta junto al cuarteto vocal Il Divo la canción oficial del Mundial de Fútbol de Alemania, The Time Of Our Lives; fue incluida en una reedición europea de su álbum Libra. Estos últimos ya tenían en común con ella, el haber interpretado su tema Un-break My Heart en la variante ya existente en español titulada Regresa a Mí.

## Vida personal

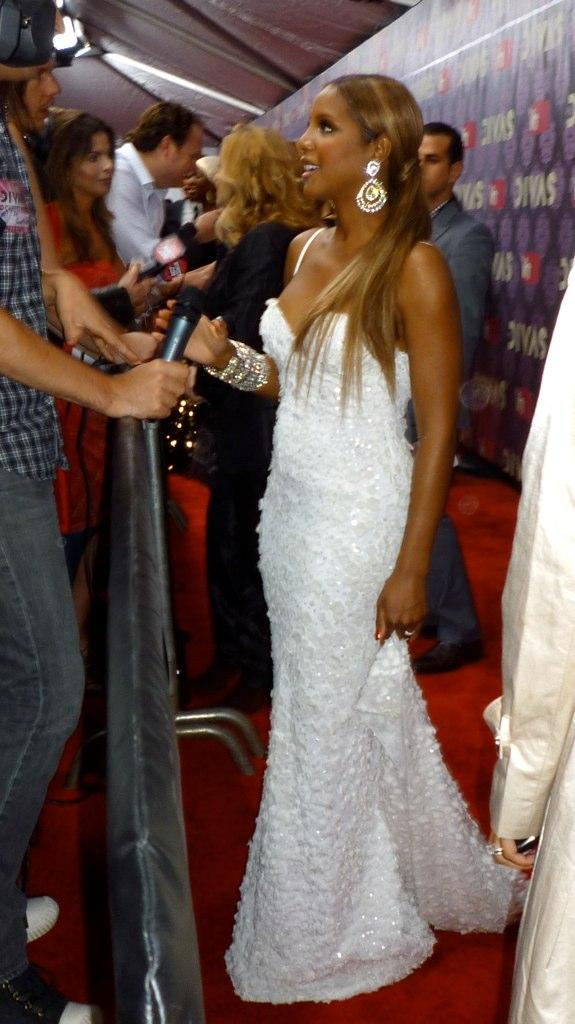
Toni Braxton en la alfombra roja de VH1 Divas 2009

Toni Braxton conoció al músico Keri Lewis cuando su grupo Mint Condition, abrió su tour; ellos se casaron el 21 de abril de 2001. Ese mismo año, dio a luz a su primer hijo Denim Cole Braxton-Lewis. En 2002, mientras se preparaba para lanzar su cuarto álbum, Braxton descubre que esta embarazada de su segundo hijo, pero por complicaciones pasa todo su embarazo de reposo en cama. El segundo hijo de la pareja nació en marzo de 2003 con el nombre de Diezel Ky Braxton-Lewis, que fue diagnosticado con autismo, Braxton se ha convertido en una portavoz acerca del Austimo. 
En noviembre de 2009, Braxton anuncia que ella y su esposo se han separado. Luego, la pareja se divorcia en julio del 2013.
El 18 de noviembre de 2010, revela en la CBS News, ha sido diagnosicada con Lupus.
Braxton comenzó a salir con el rapero Birdman en mayo del 2016 y la pareja anunció su compromiso en febrero de 2018.

## Discografía
| Año  | Título            | Discográfica       | Ventas      |
| ---- | ----------------- | ------------------ | ----------- |
| 1993 | Toni Braxton      | LaFace             | +10 000 000 |
| 1996 | Secrets           | LaFace             | +20 000 000 |
| 2000 | The Heat          | LaFace             | +4 000 000  |
| 2001 | Snowflakes        | Arista             | +500 000    |
| 2002 | More than a Woman | Arista             | +500 000    |
| 2005 | Libra             | Blackground        | +500 000    |
| 2010 | Pulse             | Atlantic Records   | +156 000    |
| 2018 | Sex & Cigarettes  | Def Jam Recordings |             |
| 2020 | Spell my name     | Island Records     |             |

### Sencillos
| Año  | Sencillo                                          | Posicionamiento en listas | Posicionamiento en listas | Posicionamiento en listas | Posicionamiento en listas | Posicionamiento en listas | Posicionamiento en listas | Posicionamiento en listas | Posicionamiento en listas | Posicionamiento en listas | Posicionamiento en listas | Certificaciones                                                                | Álbum                       |
| Año  | Sencillo                                          | US                        | US R&B                    | AUS                       | CAN                       | ALE                       | IRL                       | HOL                       | SUE                       | SUI                       | UK                        | Certificaciones                                                                | Álbum                       |
| ---- | ------------------------------------------------- | ------------------------- | ------------------------- | ------------------------- | ------------------------- | ------------------------- | ------------------------- | ------------------------- | ------------------------- | ------------------------- | ------------------------- | ------------------------------------------------------------------------------ | --------------------------- |
| 1992 | «Love Shoulda Brought You Home»                   | 33                        | 4                         | —                         | —                         | —                         | —                         | —                         | —                         | —                         | 33                        |                                                                                | Boomerang / Toni Braxton    |
| 1993 | «Another Sad Love Song»                           | 7                         | 2                         | —                         | 16                        | 60                        | —                         | 23                        | —                         | —                         | 15                        | - EE.UU: Oro                                                                   | Toni Braxton                |
| 1993 | «Breathe Again»                                   | 3                         | 4                         | 2                         | 7                         | 52                        | 10                        | 5                         | 25                        | —                         | 2                         | - EE.UU: Oro - AUS: Platino - UK: Plata                                        | Toni Braxton                |
| 1993 | «Seven Whole Days»                                | —                         | —                         | —                         | —                         | —                         | —                         | —                         | —                         | —                         | —                         |                                                                                | Toni Braxton                |
| 1994 | «You Mean the World to Me»                        | 7                         | 3                         | 49                        | 6                         | 69                        | —                         | —                         | —                         | —                         | 30                        | - EE.UU: Oro                                                                   | Toni Braxton                |
| 1994 | «I Belong to You»                                 | 28                        | 6                         | —                         | 80                        | —                         | —                         | —                         | —                         | —                         | —                         |                                                                                | Toni Braxton                |
| 1994 | «How Many Ways»                                   | 28                        | 6                         | —                         | —                         | —                         | —                         | —                         | —                         | —                         | —                         |                                                                                | Toni Braxton                |
| 1996 | «You're Makin' Me High»                           | 1                         | 1                         | 2                         | 8                         | 47                        | 21                        | 13                        | 11                        | —                         | 7                         | - EE.UU: Platino - AUS: Platino                                                | Secrets                     |
| 1996 | «Let It Flow»                                     | 1                         | 1                         | —                         | —                         | —                         | —                         | —                         | —                         | —                         | —                         |                                                                                | Waiting To Exhale / Secrets |
| 1996 | «Un-Break My Heart»                               | 1                         | 2                         | 6                         | 2                         | 2                         | 2                         | 2                         | 1                         | 1                         | 2                         | - EE.UU: Platino - AUS: Platino - ALE: Platino - SUE: Oro - SUI: Oro - UK: Oro | Secrets                     |
| 1997 | «I Don't Want To»                                 | 19                        | 9                         | 71                        | 13                        | 37                        | 10                        | 33                        | 15                        | —                         | 9                         | - EE.UU: Oro                                                                   | Secrets                     |
| 1997 | «I Love Me Some Him»                              | 19                        | 9                         | —                         | —                         | —                         | —                         | —                         | —                         | —                         | —                         |                                                                                | Secrets                     |
| 1997 | «How Could an Angel Break My Heart» (con Kenny G) | —                         | —                         | 87                        | —                         | —                         | 16                        | 36                        | —                         | —                         | 22                        |                                                                                | Secrets                     |
| 2000 | «He Wasn't Man Enough»                            | 2                         | 1                         | 5                         | 1                         | 20                        | 12                        | 4                         | 10                        | 7                         | 5                         | - EE.UU: Oro - AUS: Oro                                                        | The Heat                    |
| 2000 | «Just Be a Man About It»                          | 32                        | 6                         | —                         | 35                        | —                         | —                         | —                         | —                         | —                         | —                         |                                                                                | The Heat                    |
| 2000 | «Spanish Guitar»                                  | 98                        | 75                        | 44                        | 22                        | 45                        | —                         | 17                        | 49                        | 36                        | —                         |                                                                                | The Heat                    |
| 2001 | «Maybe»                                           | —                         | 74                        | —                         | —                         | —                         | —                         | —                         | —                         | —                         | —                         |                                                                                | The Heat                    |
| 2001 | «Snowflakes of Love»                              | —                         | —                         | —                         | —                         | —                         | —                         | —                         | —                         | —                         | —                         |                                                                                | Snowflakes                  |
| 2001 | «Christmas in Jamaica» (con Shaggy)               | 103                       | —                         | —                         | —                         | —                         | —                         | —                         | —                         | —                         | —                         |                                                                                | Snowflakes                  |
| 2002 | «Hit the Freeway» (con Loon)                      | 86                        | 32                        | 46                        | 31                        | 56                        | —                         | —                         | 40                        | 38                        | 29                        |                                                                                | More Than a Woman           |
| 2005 | «Please»                                          | 104                       | 36                        | —                         | —                         | —                         | —                         | —                         | —                         | —                         | —                         |                                                                                | Libra                       |
| 2005 | «Trippin' (That's the Way Love Works)»            | —                         | 67                        | —                         | —                         | —                         | —                         | —                         | —                         | —                         | —                         |                                                                                | Libra                       |
| 2005 | «Take This Ring»                                  | 112                       | —                         | —                         | —                         | —                         | —                         | —                         | —                         | —                         | —                         |                                                                                | Libra                       |
| 2006 | «Suddenly»                                        | —                         | —                         | —                         | —                         | —                         | —                         | —                         | —                         | —                         | —                         |                                                                                | Libra                       |
| 2009 | «Yesterday»                                       | 116                       | 12                        | —                         | —                         | 20                        | —                         | —                         | —                         | 17                        | 50                        |                                                                                | Pulse                       |
| 2010 | «Make My Heart»                                   | 110                       | —                         | —                         | —                         | —                         | —                         | —                         | —                         | —                         | —                         |                                                                                | Pulse                       |
| 2010 | «Hands Tied»                                      | —                         | 29                        | —                         | —                         | —                         | —                         | —                         | —                         | —                         | —                         |                                                                                | Pulse                       |
| 2012 | «I Heart You»                                     | —                         | —                         | —                         | —                         | —                         | —                         | —                         | —                         | —                         | —                         |                                                                                | Sencillo sin álbum          |

### Colaboraciones con otros artistas
| Año  | Canción                                             | Posicionamiento en listas | Posicionamiento en listas | Posicionamiento en listas | Posicionamiento en listas | Posicionamiento en listas | Posicionamiento en listas | Posicionamiento en listas | Posicionamiento en listas | Posicionamiento en listas | Posicionamiento en listas | Certificaciones | Álbum                          |
| Año  | Canción                                             | US                        | US R&B                    | AUS                       | CAN                       | ALE                       | IRL                       | HOL                       | SUE                       | SUI                       | UK                        | Certificaciones | Álbum                          |
| ---- | --------------------------------------------------- | ------------------------- | ------------------------- | ------------------------- | ------------------------- | ------------------------- | ------------------------- | ------------------------- | ------------------------- | ------------------------- | ------------------------- | --------------- | ------------------------------ |
| 1992 | «Give U My Heart» (con Babyface)                    | 29                        | 2                         | —                         | —                         | —                         | —                         | —                         | —                         | —                         | —                         | Wings           |                                |
| 2004 | «Prophecy» (con Soulfly)                            | —                         | —                         | —                         | —                         | 17                        | —                         | —                         | —                         | 8                         | —                         | Boomerang       |                                |
| 2006 | «The Time of Our Lives» (con Il Divo)               | —                         | —                         | —                         | —                         | 17                        | —                         | —                         | —                         | 8                         | —                         |                 | Voices from the FIFA World Cup |
| 2010 | «We Are the World 25 for Haiti» (Artists for Haiti) | 2                         | —                         | 18                        | 7                         | —                         | —                         | —                         | 5                         | —                         | 50                        |                 |                                |

## Premios
| Año  | Título                | Categoría                           | Género |
| ---- | --------------------- | ----------------------------------- | ------ |
| 1994 |                       | Mejor artista nuevo                 |        |
| 1994 | Another Sad Love Song | Mejor interpretación vocal femenina | R&B    |
| 1995 | Breathe Again         | Mejor interpretación vocal femenina | R&B    |
| 1997 | Un-break My Heart     | Mejor interpretación vocal femenina | Pop    |
| 1997 | You're Makin' Me High | Mejor interpretación vocal femenina | R&B    |
| 2001 | He Wasn't Man Enough  | Mejor interpretación vocal femenina | R&B    |